# 67.ª Asamblea Mundial de la Salud
La 67.ª Asamblea Mundial de la Salud tuvo lugar en Ginebra del 16 al 24 de mayo de 2014.

## Celebración
La 67.ª Asamblea Mundial de la Salud tiene lugar en Ginebra del 16 al 24 de mayo de 2014.

La 67.ª Asamblea Mundial de la Salud tendrá lugar en Ginebra del 19 al 24 de mayo de 2014. La Asamblea Mundial de la Salud es el órgano decisorio supremo de la Organización Mundial de la Salud. Su reúne en Ginebra en mayo de cada año con la asistencia de delegaciones de los Estados Miembros. La función principal es determinar las políticas de la Organización, designar al Director General, supervisar las políticas financieras, y revisar y adoptar el programa de presupuesto propuesto.
Organización Mundial de la Salud

### Temas clave
- Determinantes sociales de la salud
- Farmacorresistencia
- Hepatitis
- Lactante, recién nacido
- Enfermedades crónicas
- Medicamentos esenciales
- Reglamento Sanitario Internacional (RSI)
- Tuberculosis